# Krokalviken

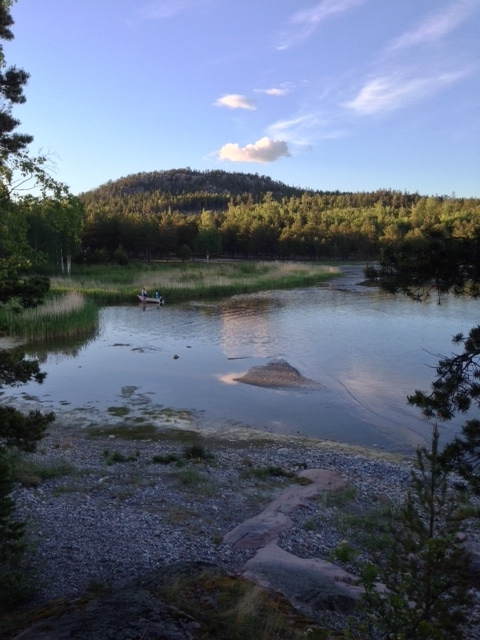
Vy över Krokalviken.

Krokalviken är ett sommarstugeområde cirka 5 km sydost om centrala Örnsköldsvik, i närheten av Ögeltjärns naturreservat.

## Inventering
Krokalviken ingick vid Länsstyrelsen Västernorrlands översiktliga kustinventering 2002 – 2004. Bedömningen då var att det inventerade området på knappt 3 hektar hade mycket högt naturvärde. Sammanfattningen av inventeringen löd ”Krokalviken är en ekologiskt viktig grund vik med artrik kärlväxtflora varav många är speciella arter.”
Här finns sydgränsen för baltisk marviol, (Cakile maritima ssp. baltica).

## Etymologi
Lantmäteriet har tillskrivits namnet, eftersom de valt att trycka Krokalviken på sina kartor. Namnformerna Krokarn eller Krokarnsviken har även förekommit.